# Sebastià Junyer i Vidal
Sebastià Junyer i Vidal (Castelló d'Empúries, 1878 - Barcelona, 10 de desembre de 1966) fou un pintor i empresari català, també conegut per la seva col·lecció privada de pintura, gestionada conjuntament amb el seu germà, el crític d'art Carles Junyer.

## Biografia
Va estudiar a l'Acadèmia Trias de Barcelona. Durant un temps va treballar a la Sala Parés, i es creu que això podria haver influït en el fet que altres artistes de la seva generació, com Isidre Nonell, comencessin a exposar-hi obra. Va deixar de treballar a la sala del carrer Petritxol quan va heretar un negoci familiar, una fàbrica de filats, que li permetria viure més còmodament.
Arran de les seves visites a la taverna d'Els Quatre Gats va establir una forta amistat amb Pablo Picasso mentre aquest era a Barcelona. Fins i tot, el pintor li va fer algun quadre, com Retrat de Sebastià Junyer i Vidal, actualment al LACMA de Los Angeles. Durant aquest període, Junyer va començar a col·leccionar obra de l'artista malagueny. Amb el temps n'aconseguiria una important col·lecció. El 13 d'abril de 1904 es va establir temporalment amb ell al famós Bateau-Lavoir parisenc, al número 13 de la rue Ravignan (actualment place Émile Goudeau). Picasso va allargar la seva estada, però Junyer va decidir marxar cap a Mallorca, on es va dedicar a pintar alguns dels seus treballs més cèlebres entre Deià i Llucalcari, on havia comprat una casa el 1902.
Casat amb la també pintora Clotilde Fibla, quan va tornar a Barcelona se'n va anar a viure amb el seu germà, Carles, a una casa senyorial del viaducte de Vallcarca i els Penitents i va aprofitar els paisatges d'aquest indret per continuar fent obra. Junts van arreplegar una important col·lecció d'obres d'art, formada per tanagres, talles d'art romànic i gòtic i obres de Picasso, com el Retrat de la senyora Canals, actualment exposat al Museu Picasso barceloní. Els dos germans van col·laborar diverses vegades amb la Junta de Museus, i li van vendre diverses obres d'art medieval, així com obres de Marià Fortuny i Ramon Martí Alsina, a preus especials. Fins i tot també van fer algunes donacions. En aquesta casa sovint es feien trobades artístiques. Junyer va mantenir una relació epistolar amb Sebastià Gasch. També va escriure una carta de recomanació per a Pere Pruna quan aquest va marxar a París el 1921.
El mes de setembre de 1966, poc abans de morir, va donar set dibuixos de Picasso, datats entre 1899 i 1904, al Museu Picasso de Barcelona, que s'havia inaugurat tot just tres anys abans.

## Obra
Pintor eminentment paisatgista, va retratar diverses platges de les illes Balears i diferents escenaris del barri de Vallcarca i els Penitents, mitjançant una paleta de colors força harmònica, aliè a les tendències comercials dels seus contemporanis, com recull el diccionari Ràfols. La seva obra va influenciar altres pintors, com Joan Antoni Fuster Valiente.

## Obres de Picasso on apareix Sebastià Junyer
Sebastià Junyer apareix a diversos quadres i dibuixos figuratius de Pablo Picasso. Aquí n'hi ha una llista incompleta:
- Picasso i Sebastià Junyer-Vidal marxen, Museu Picasso de Barcelona (Catàlegs: OPP.04:037; MPB:70.803)
- Picasso i Sebastià Junyer-Vidal arriben, Museu Picasso de Barcelona (Catàlegs: OPP.04:038; MPB:70.804)
- Picasso i Sebastià Junyer-Vidal arriben a Montauban, Museu Picasso de Barcelona (Catàlegs: OPP.04:039; MPB:70.805)
- Picasso i Sebastià Junyer-Vidal arriben a París , Museu Picasso de Barcelona (Catàlegs: OPP.04:040; MPB:70.806)
- Sebastià Junyer-Vidal visita Durand-Ruel, Museu Picasso de Barcelona (Catàlegs: OPP.04:041; MPB:70.807)
- Picasso et Sebastià Junyer-Vidal assis près de Célestine, Col·lecció Sebastià Junyer-Vidal
- Retrat de Sebastià Junyer-Vidal, Museu Picasso de Barcelona (Catàlegs: OPP.04:024; MPB:4.262)
- Sebastianus III König, Museu Picasso de Barcelona (Catàlegs: OPP.00:030; MPB:70.809)
- Parodie de l'Olympia de Manet représentant Sebastià Junyer-Vidal et Picasso
- Sebastià Junyer-Vidal le satyre
- Sebastià Junyer-Vidal et son vision de Majorca
- Sebastià Junyer-Vidal comme rhapsode
- Sebastià Junyer-Vidal en matador [Le toréador]
- Portrait de Sebastià Junyer-Vidal [Sebastià Junyer-Vidal avec une femme à ses côtés]
- Picasso, Ángel Fernández de Soto et Sebastià Junyer-Vidal dans le café

## Exposicions rellevants
- 1898 - Exposició de Belles Arts de Barcelona.
- 1902 - Sala Parés, Barcelona
- 1904 - Sala Parés, Barcelona
- 2005 - La finestra oberta. Paisatgisme català 1860-1936, Museu d'Art de Sabadell i posteriorment itinerant